# 扎拉尼夫
49°27′44″N 24°32′29″E / 49.46222°N 24.54139°E
扎拉尼夫（烏克蘭語：Заланів），是烏克蘭西部的村莊，隸屬伊萬諾-弗蘭科夫斯克州的伊萬諾-弗蘭科夫斯克區。該村面積5.75平方公里，2001年人口598，人口密度每平方公里104人。